# Château Suau
Le château Suau, est un domaine viticole situé à Barsac en Gironde. En AOC Barsac, il est classé deuxième grand cru dans la classification officielle des vins de Bordeaux de 1855.
Il ne doit pas être confondu avec le Château Suau de Capian.